# Martienzen
Martienzen ist ein patronymisch gebildeter Familienname, der vom Namen Martin hergeleitet wird (Sohn des Martin). Er ist der Name folgender Personen:
- Gerd Martienzen (1918–1988), deutscher Schauspieler und Synchronsprecher
- Marion Martienzen (* 1953), deutsche Schauspielerin, Sprecherin und Sängerin
- Wolf Martienzen (1944–vor 2018), deutscher Schauspieler und Synchronsprecher